# Ловейко, Стефан Григорьевич
Ловейко Стефан Григорьевич (?—около 1596) — вольнодумец, вероятно, арианин, которого некоторые современники считали атеистом и материалистом.

## Биография
Из дворянского рода собственного герба «Котвица измененная».
Мозырский подсудок с 1576, судья земский с 1581 и на протяжении своей жизни, войский около 1588 (через некоторое время вернулся на должность судьи), поборник в 1577 и 1589, посол на Сейм 1589 (подписал Бендинскую транзакцию 18.4.1589 как мозырский войский).
В 1567 выставлял в войско ВКЛ 3 конника и 2 драба.
Владел имениями Борисовичи (Борисовщина), Поточище, Тульговичи, Зиновище и Горбовичи (подтвердительная грамота Сигизмунда Августа в 1580).
В 1591 получил в пожизненное владение часть волости Оникшты (52 волоки и 13 моргов).
В 1591 Стефан Лозко в Трибунале ВКЛ обвинил Ловейко  в том, что он не может занимать должность мозырского земского судьи, так как не верит в Святую Троицу и божественность Христа, отрицает бессмертие человеческой души. Результат дела не известен.
В 1592— 1595 гг. Ловейко судился с Лозко по вопросу разграничения земельных владений.
Католический полемист М.Лащ свидетельствовал: 
«Недавно перед этим в Литве на предыдущем Виленском Трибунале происходило следующее: дворяне выступали за привлечение к ответственности одного судьи по имени Ловейко, судьи в литовском уезде в Мозыре, потому что он не верил, будто души являются живыми, а считал, что они точно такие же, как и у животных, и не верил ни в воскрешение из мертвых, ни в Судный день; к тому же утверждал, что свет не создан, а устроен так издавна. Существуют призывы и такие же записи, распространенные по городам Литвы, на основании которых каждый может узнать, что представляют из себя эти отрицающие душу хорьки, они — эти безбожные люди — хуже евреев и турок». 
Согласно высказыванию католического идеолога С.Решки, Ловейко «из иудея превратившись в христианина, из христианина в цвинглианца и, в итоге, в атеиста, в состоянии этой своей полной безбожности умер, совсем не веря в воскрешение из мертвых. Когда был похоронен, через несколько дней земля с его телом раскрылась, так что вновь засыпать могилу было не возможно».
В белорусских и некоторых зарубежных изданиях фигурирует под именем Стефана Лована, что связано с ошибочной версией О.М.Бодянского, который неправильно прочитал фамилию Ловейко в архивном документе. Иногда Стефана Ловейко также путают с Яном Ловейком (умер приблизительно 03.08.1600), мозырским маршалком с 1589, который продолжительное время судился с Лозко за свою должность (Лозко, как и Я.Ловейко, получил грамоту на должность маршалка, однако несколько позднее). В 1592 их дело рассматривалось в хозяйственном суде. Лозко являлся истцом, однако на суд не явился. В 1594 мозырским маршалком был признан Я.Ловейко, однако Лозко в последующем продолжал употреблять титул маршалка.